# Tom de Graaff
Tom Gerard de Graaff (Amsterdam, 10 december 2004) is een Nederlands voetballer die doorgaans als doelman speelt en bij FC Utrecht onder contract staat, dat hem in het seizoen 2025/26 verhuurt aan PEC Zwolle.

## Clubcarrière
De Graaff begon te voetballen in de jeugd bij EVC waarna hij de overstap maakte naar de jeugdafdeling van AFC Ajax. Op 17 september 2021 tekende hij een profcontract bij Ajax tot met 30 juni 2024.  Op 18 augustus tekende hij contractverlenging tot met 30 juni 2026. 
Op 22 augustus 2022 in de thuiswedstrijd tegen Graafschap maakte de Graaff zijn debuut voor Jong Ajax. Hij speelde toen hele wedstrijd mee, de wedstrijd ging gewonnen met 5–1. 

## Clubstatistieken

### Beloften
| Seizoen                       | Club            | Competitie      | Competitie | Competitie | Overig | Overig | Totaal | Totaal |
| Seizoen                       | Club            | Competitie      | Wed.       | Dlp.       | Wed.   | Dlp.   | Wed.   | Dlp.   |
| ----------------------------- | --------------- | --------------- | ---------- | ---------- | ------ | ------ | ------ | ------ |
| 2021/22                       | Jong Ajax       | Eerste divisie  | 0          | 0          | 0      | 0      | 0      | 0      |
| 2022/23                       | Jong Ajax       | Eerste divisie  | 25         | 0          | 0      | 0      | 25     | 0      |
| 2023/24                       | Jong Ajax       | Eerste divisie  | 15         | 0          | 0      | 0      | 15     | 0      |
| 2024/25                       | Jong FC Utrecht | Eerste divisie  | 22         | 0          | 0      | 0      | 22     | 0      |
| Carrière totaal               | Carrière totaal | Carrière totaal | 62         | 0          | 0      | 0      | 62     | 0      |
| Bijgewerkt op 2 augustus 2025 |                 |                 |            |            |        |        |        |        |

### Senioren
| Seizoen                        | Club            | Competitie      | Competitie | Competitie | Beker | Beker | Europees | Europees | Overig | Overig | Totaal | Totaal |
| Seizoen                        | Club            | Competitie      | Wed.       | Dlp.       | Wed.  | Dlp.  | Wed.     | Dlp.     | Wed.   | Dlp.   | Wed.   | Dlp.   |
| ------------------------------ | --------------- | --------------- | ---------- | ---------- | ----- | ----- | -------- | -------- | ------ | ------ | ------ | ------ |
| 2022/23                        | Ajax            | Eredivisie      | 0          | 0          | 0     | 0     | 0        | 0        | 0      | 0      | 0      | 0      |
| 2023/24                        | Ajax            | Eredivisie      | 0          | 0          | 0     | 0     | 0        | 0        | 0      | 0      | 0      | 0      |
| 2024/25                        | FC Utrecht      | Eredivisie      | 0          | 0          | 0     | 0     | –        | –        | 0      | 0      | 0      | 0      |
| 2025/26                        | → PEC Zwolle    | Eredivisie      | 1          | 0          | 0     | 0     | –        | –        | 0      | 0      | 1      | 0      |
| Carrière totaal                | Carrière totaal | Carrière totaal | 1          | 0          | 0     | 0     | 0        | 0        | 0      | 0      | 1      | 0      |
| Bijgewerkt op 11 augustus 2025 |                 |                 |            |            |       |       |          |          |        |        |        |        |

## Interlandcarrière

### Nederland onder 18
Op 12 oktober 2021 maakte de Graaff zijn debuut tegen Oostenrijk. Nederland won de wedstrijd met 2–4. Op 13 november 2021 speelde hij zijn tweede interland tegen Portugal deze wedstrijd werd gelijkgespeeld met score 1–1. 